# Parakramabahu V
Parakramabahu V est le 2e roi de Gampola, de la dynastie Siri Sanga Bo, dans l'actuel Sri Lanka.

## Étymologie
Le nom provient de la langue pali, propre au bouddhisme Theravāda pratiqué au Sri Lanka, dont l'écriture est en Devanagari. La transcription en langue latine peut donc donner des résultats différents, selon que le mot est transcrit traditionnellement ou en ISO 15919.
Le nom du roi Parakramabahu peut se décomposer en 2 mots :
- Le mot Parâkrama peut s'écrire Parakrama, Parâkrama, Parãkrama ou Parâkkama, Parãkkama, Parakkama.
- Le mot Bâhu peut s'écrire Bãhu, Bâhu, Baahu ou Bahu.

## Biographie
Fils de Vijayabahu V et frère et successeur de Bhuvanaikabahu IV, il règne de 1344/45 à 1353/54 ou de 1348/52 à 1359/60,, en étant associé à son frère et installé dans la ville de Dedigama, pendant que son frère Bhuvanaikabahu IV régnait en même temps dans la cité capitale de Gampola. Son héritier présomptif  est son neveu neveu Vikramabahu III, fils de son frère  Bhuvanaikabahu IV et de la fille du général Senalankadhikara. Il est chassé de son trône et doit se réfugier à Java.

## Postérité
La fille anonyme du roi Parakramabahu V et son époux nommé Jayamahalana ont un fils  Lameni Jayamahalena (d) ce dernier épouse la princesse Sunetra-devi et leur fils monte sur le trône du nouveau royaume de Kotte vers 1411 sous le nom de Parakramabahu VI